# Falcó de pit taronja
El falcó de pit taronja (Falco deiroleucus) és una espècie d'ocell rapinyaire de la família dels falcònids (Falconidae) que habita boscos poc densos i penya-segats de diverses àrees de la zona Neotropical, al sud de Mèxic, nord de Guatemala i Belize, altres zones d'Amèrica Central, sud de Colòmbia i nord de l'Equador, des de l'est de Veneçuela a través de la Guaiana fins al nord del Brasil, i des del centre del Perú, per Bolívia, Paraguai i nord de l'Argentina fins al sud de Brasil. El seu estat de conservació es considera gairebé amenaçat.